# Кубок чемпіонів КОНКАКАФ
Кубок чемпіонів КОНКАКАФ (англ. CONCACAF Champions League, ісп. Liga de Campeones CONCACAF) — щорічний футбольний турнір, що проводиться КОНКАКАФ серед найкращих клубів країн Північної і Центральної Америки та Карибського басейну, проводиться з 1962 року. До 2008 року називався Кубок чемпіонів КОНКАКАФ (англ. CONCACAF Champions Cup, ісп. Copa de Campeones CONCACAF), у період з 2008 по 2013 рік - Ліга чемпіонів КОНКАКАФ, а з 2024 року назва - Кубок чемпіонів КОНКАКАФ .

## Формат
З сезону 2008/09 в турнірі брали участь 24 команди. Для 16 команд турнір починається з попереднього раунду, 8 переможців якого потрапляють в груповий етап, ще 8 команд потрапляють до групового етапу безпосередньо. У груповому етапі команди утворюють 4 групи по 4 команди, по 2 найкращі виходять до плей-оф.

## Найуспішніші клуби
| Клуб                      | П | Ф | Роки                                                          |
| ------------------------- | - | - | ------------------------------------------------------------- |
| «Клуб Америка» (Мехіко)   | 7 | 8 | 1977, 1987, 1990, 1992, 2006, 2014/15, 2015/16                |
| «Крус Асуль» (Мехіко)     | 7 | 8 | 1969, 1970, 1971, 1996, 1997, 2008/09, 2009/10, 2013/14, 2025 |
| «Пачука» (Пачука-де-Сото) | 6 | 5 | 2002, 2007, 2008, 2009/10, 2016/17, 2024                      |
| Монтеррей                 | 5 | 3 | 2010/11, 2011/12, 2012/13, 2019, 2021                         |
| «Сапрісса» (Сан-Хосе)     | 3 | 5 | 1993, 1995, 2004, 2005, 2008                                  |
| УНАМ (Мехіко)             | 3 | 5 | 1980, 1982, 1989, 2005                                        |
| УАНЛ Тигрес (Монтеррей)   | 1 | 3 | 2020                                                          |
| Гвадалахара               | 1 | 0 | 2019                                                          |
| Сіетл Саундерз (Сіетл)    | 1 | 0 | 2022                                                          |
| «Леон»                    | 1 | 0 | 2023                                                          |